# Juan Ciscomani
Juan Ciscomani, né le 30 août 1982 à Hermosillo (Mexique), est un homme politique américain. 
Membre du Parti républicain, il est élu représentant des États-Unis dans le sixième district congressionnel d'Arizona lors des élections législatives de 2022.

## Biographie

### Enfance et études
Né au Mexique, Juan Ciscomani grandit à Tucson, en Arizona,. Il fréquente le Pima Community College et l'université de l'Arizona, devenant ainsi le premier membre de sa famille à obtenir un diplôme universitaire. Après avoir obtenu son diplôme, il travaille à l'université de l'Arizona en tant que spécialiste du développement de programmes.

### Vie privée
Ciscomani réside à Tuscon. Lui et sa épouse, Laura, ont six enfants,.

## Carrière politique
Ciscomani se présente sans succès à l'Assemblée législative de l'Arizona en 2008. Il est membre de la Chambre de commerce hispanique de Tucson et en a été le vice-président chargé de la sensibilisation. Il a également siégé au conseil consultatif des droits civils de l'Arizona et à la commission du comté de Pima sur les nominations aux tribunaux de première instance,.
Lors des élections de 2022, Juan Ciscomani se présente en tant que républicain à la Chambre des représentants des États-Unis pour le sixième district congressionnel d'Arizona. Il l'emporte de justesse devant la candidate du Parti démocrate, Kirsten Engel, lors de l'élection générale du 8 novembre. 
Il est réélu le 5 novembre 2024 en obtenant 50 % des voix face à la démocrate Kirsten Engel et à la candidate du Parti vert Athena Eastwood.